# 王信 (明朝知县)
王信（？—1635年），明朝陕西宁州（今陕西宁县）人。
父亲去世，庐墓三年。母亲去世，王信年已六十岁，足不出户三年。崇祯初年，由岁贡生被任命为灵璧训导，升任为真阳知县。崇祯八年二月出去安抚土贼，遭遇变民军，被擒获，派他谕降罗山、真阳。王信大骂不从，断头剖腹而死。四天后，其子找到他，史料说他舒指握子手。朝廷赠光禄丞，建祠奉祀。